# Laura di Santa Caterina da Siena
Laura di Santa Caterina da Siena, al secolo Maria Laura Montoya y Upeguí (Jericó, 26 maggio 1874 – Medellín, 21 ottobre 1949), è stata una religiosa e missionaria colombiana, fondatrice della congregazione delle Suore missionarie di Maria Immacolata e di Santa Caterina da Siena; beatificata nel 2004, è stata proclamata santa da papa Francesco nel 2013.

## Biografia
Laura nasce in un piccolo paese colombiano, da Juan de la Cruz Montoya e Dolores Upegui, una famiglia profondamente cristiana. Battezzata di tutta fretta a seguito del rifiuto della madre di vederla prima del battesimo, il nome le viene scelto dal suo parroco che ignaro della volontà dei genitori la chiama Maria Laura di Gesù.
Ben presto la piccola Laura viene privata dall'affetto del padre, che viene assassinato, nella cruenta guerra fratricida per difendere la religione e la patria, quando lei aveva ancora due anni.
La madre la educa secondo i principi cristiani, incoraggiando la figlia a pregare per l'assassino del padre. Avverte subito una forte carenza di affetto all'interno della famiglia; i nonni che accolgono lei, la madre e le sorelle nella loro casa lo fanno più per pietà che per amore. Laura non riceve l'istruzione elementare, in quanto la scuola dista molto dal centro abitato. Sarà la madre, ancora una volta a darle la prima alfabetizzazione.
A sedici anni, divenuta più grande, inizia a frequentare il collegio Normale de Institutoras di Medellín e per mantenersi si occupa dei malati del vicino manicomio.
Nonostante la situazione ostile, riesce a superare gli esami d'ammissione e grazie alla sua caparbietà e ai sussidi statali allo studio ottiene il diploma di maestra.
Durante gli anni di studio avverte l'attrazione per la vita consacrata, in particolare per i carmelitani. Chiamata che si fa più forte quando viene a conoscenza della situazione di miseria in cui vivono gli indigeni colombiani. Loro diventano la sua missione di vita.
Osteggiata dai suoi padri spirituali che la trovano troppo irrequieta per una vita di clausura, trova appoggio in monsignor Maximiliano Crespo, vescovo di Santa Fe de Antioquia, che, nel 1914 la incoraggia nella fondazione di una famiglia religiosa: “Le Missionarie di Maria Immacolata e Santa Caterina da Siena”. Contemporaneamente la sua professione di maestra la porta attraverso varie popolazioni di Antioquia e poi al Collegio dell'Immacolata a Medellín.
Accettando anticipatamente i sacrifici, le umiliazioni, le prove e le contraddizioni che sarebbero sopraggiunte, accompagnate da sua madre Doloritas Upegui, il gruppo delle “Missionarie catechiste degli indios” lascia Medellín per Dabeiba il 5 maggio 1914. Le donne verranno poi identificate con il termine Laurite.
A madre Laura si dà il merito di aver rivoluzionato il concetto di missione evangelizzatrice. La sua opera missionaria ruppe gli schemi, lanciando le donne come missionarie nell'avanguardia dell'evangelizzazione nell'America Latina.
Nonostante la malattia che la costringe sulla sedia a rotelle durante i suoi ultimi nove anni di vita, continua ad animare con forza la congregazione da lei fondata.
Muore il 21 ottobre 1949, quando le sue suore sono ormai quasi 500 e le novizie un centinaio, a servizio di 22 popoli indigeni. Negli anni questi numeri sono più che raddoppiati e la loro presenza è segnalata in 19 stati.

## Il culto ed il processo di canonizzazione
Il processo di beatificazione e canonizzazione è stato aperto il 4 luglio 1963, nella cappella della Curia Arcivescovile di Medellín. La prima parte del processo si è concluso a Roma il 25 aprile 2004, con la beatificazione da parte di papa Giovanni Paolo II in piazza San Pietro. Il processo si è concluso definitivamente con la canonizzazione celebrata da papa Francesco il 12 maggio 2013. La memoria liturgica è stata fissata il 21 ottobre, giorno della sua nascita al cielo.